# Croatica Christiana periodica
Croatica Christiana periodica, hrvatski povijesni časopis i časopis za humanističke znanosti.

## Povijest
Časopis je Instituta za crkvenu povijest Katoličkog bogoslovnog fakulteta Sveučilišta u Zagrebu, koji ga uređuje, a izdavač je Kršćanska sadašnjost. Pokrenuli su ga entzuijasti Antun Ivandija, M. Biskup, Bonaventura Duda, Tomislav Janko Šagi-Bunić, Franjo Šanjek i Josip Turčinović 1977. godine. Namjera im je bila potankuti istraživanja hrvatske crkvene povijesti i religiozne kulture te objaviti građu i historiografske radove radi sustavne i znanstveno utemeljene povijesti Crkve u Hrvata. Sjedište lista je u Zagrebu. CCP je podijeljen je u više tematskih cjelina. Okosnice su rubrike „Rasprave i prilozi“, „Prikazi i recenzije“ te povremeno ”Kronika“ i ”In memoriam”. List je otvoren suradnji crkvenih i svjetovnih, domaćih i inozemnih znanstvenika. Od 1979. redovito izlazi dvaput godišnje. Iznimna pozornost posvećuju crkvenoj topografiji, toponomastici, povijesti redova i redovničkih instituta, odnosi Hrvata i Apostolske Stolice (papa), ulozi Crkve u razvoju hrvatskog školstva, proučavanju sakralne baštine, stoljetnom sudjelovanju Hrvata u europskim integrativnim procesima (Herman Dalmatin, Ivan Stojković, Andrija Jamometić, Vinko Paletin i dr.). Izlazio je godišnje a poslije polugodišnje.  Uređivali su ga Antun Ivandija, Franjo Šanjek, Slavko Slišković. Sjedište je u Zagrebu. Recenzija je pretežito tuzemna, dvostruka, samo znanstveni i stručni radovi, dvostruko slijepa. Recenzenti su većinom vanjski.

## Vanjske poveznice
- Kršćanska sadašnjost Croatica Christiana periodica
- CCP  Arhivirana inačica izvorne stranice od 9. veljače 2016. (Wayback Machine) (stare stranice)